# Guido de Papa
Guido de Papa, ou Guido Papareschi (né à Rome,  Italie,  et mort le  22 août 1221) est un cardinal italien  du XIIe siècle et du début du XIIe siècle. Il est un parent du pape Innocent II.

## Biographie
Le pape Clément III le crée cardinal lors du consistoire du septembre 1190. Il ne participe pas à l'élection du pape Célestin III en 1191, ni à l'élection de 1198, lors duquel Innocent III est élu. Il participe à l'élection d' Honorius III en 1216. En 1191-1193 de Papa est légat en Lombardie. Il est aussi légat en Italie, dans les Marches et dans la province de Ravenne. Il est archiprêtre de la basilique Saint-Pierre et auditeur à la Rote romaine.